# Nowotrojićke (hromada Pokrowśk)
Nowotrojićke (ukr. Новотроїцьке) – wieś na Ukrainie, w obwodzie donieckim, w rejonie pokrowskim, w hromadzie Pokrowsk. W 2001 liczyła 614 mieszkańców.